# Akademia Ostrogska

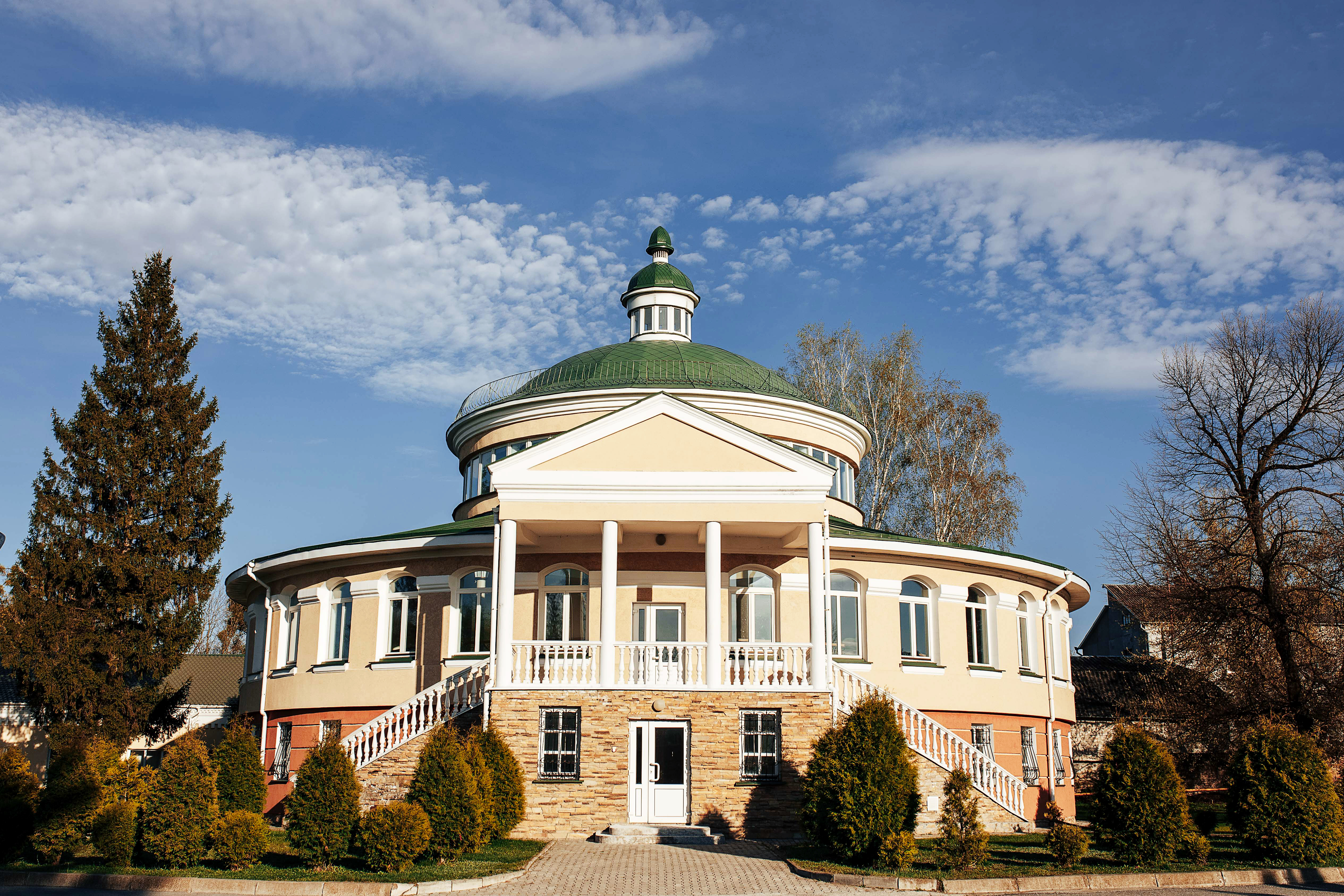
Biblioteka uniwersytecka

Akademia Ostrogska (ukr. Острозька академія) – greko-łacińsko-słowiańska szkoła typu wyższego w Ostrogu na Wołyniu.

## Historia
Fundatorem jej był książę Konstanty Wasyl Ostrogski ok. 1580. 
Oprócz języka staro-cerkiewno-słowiańskiego, greki i łaciny, filozofii i teologii, wykładano w niej „nauki wyzwolone”: matematykę, astronomię, gramatykę, retorykę i logikę. 
Pierwszym rektorem szkoły był pisarz polemiczny Herasym Smotrycki, ojciec Melecjusza Smotryckiego. Wykładowcami byli m.in. tacy pedagodzy i uczeni jak: Demian Nalewajko, Chrystofor Filalet, Jan Latosz, Cyryl Lukaris i inni. Wychowankami szkoły byli m.in.: Melecjusz Smotrycki, hetman Piotr Konaszewicz-Sahajdaczny i inni, późniejsi działacze religijni i kulturalni. 
Ostrogska szkoła miała wpływ na rozwój myśli pedagogicznej i organizację szkolnictwa na Rusi.
Z czasem Szkoła Ostrogska upadła i po 1608 roku przestała istnieć. Jej tradycje, ale w innym nieco duchu, kontynuowało Kolegium oo. jezuitów, które zostało założone w 1624 przez Annę Alojzę Chodkiewiczową.  Na wzór szkoły w Ostrogu działała późniejsza szkoła bracka w Łucku powstała ok. 1620, a także we Włodzimierzu. 

## Współczesność
W 1994 z inicjatywy miejscowego nauczyciela i krajoznawcy Petra Andruchowa, prof. Mykoły Kowalskiego, mera miasta Mykoły Hryszczuka i wielu innych entuzjastów (ideę tę poparła także miejscowa parafia rzymskokatolicka w osobie jej proboszcza ks. Witolda Józefa Kowalowa) – odrodziła się uczelnia w Ostrogu. 
Obecna nazwa uczelni to Narodowy Uniwersytet „Akademia Ostrogska”. Jej nowa siedziba znajduje się w kompleksie składającym się z dawnego klasztoru oo. kapucynów, dawnej siedziby Ostrogskiego Bractwa Świętych Cyryla i Metodego i nowych budynków. 
Uniwersytet w Ostrogu współpracuje z innymi uczelniami na Ukrainie i w Polsce. Zostały zawarte umowy o współpracy z Uniwersytetem w Białymstoku, Uniwersytetem Warszawskim i Uniwersytetem Rzeszowskim. Od kilku lat działa kanadyjsko-polsko-ukraiński program wymiany młodzieży w ramach programu Net Corps. Prowadzona jest również wymiana studentów z Państwową Wyższą Szkołą Wschodnioeuropejską w Przemyślu.